# Zdenci
Zdenci est un village et une municipalité située en Slavonie, dans le comitat de Virovitica-Podravina, en Croatie. Au recensement de 2001, la municipalité comptait 2 235 habitants, dont 87,92 % de Croates et 9,53 % de Serbes ; le village seul comptait 1 058 habitants.

## Localités
La municipalité de Zdenci compte 9 localités :
- Bankovci
- Donje Predrijevo
- Duga Međa
- Grudnjak
- Kutovi
- Obradovce
- Slavonske Bare
- Zdenci
- Zokov Gaj